# Serguéi Demchenko
Serguéi Mijailovich Demchenko –en bielorruso, Сергей Михайлович Демченко– (2 de mayo de 1974) es un deportista bielorruso que compitió en lucha libre. Ganó una medalla de plata en el Campeonato Europeo de Lucha de 2000, en la categoría de 69 kg.
Participó en los Juegos Olímpicos de Sídney 2000, ocupando el cuarto lugar en la categoría de 69 kg.

## Palmarés internacional
| Campeonato Europeo | Campeonato Europeo | Campeonato Europeo | Campeonato Europeo |
| Año                | Lugar              | Medalla            | Categoría          |
| ------------------ | ------------------ | ------------------ | ------------------ |
| 2000               | Budapest (Hungría) | Medalla de plata   | 69 kg              |